# Gregorianische Reformen

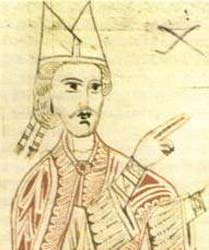
Gregor VII., Papst von 1073 bis 1085 (Buchmalerei, 11. Jh.)

Gregorianische Reformen nennt man die Maßnahmen der nach Papst Gregor VII. benannten kirchlichen Reformbewegung des 11. und 12. Jahrhunderts, die durch den Kampf gegen Simonie, Priesterehe („Nikolaitismus“) und Laieninvestitur charakterisiert war. Ihr wesentliches Anliegen war neben der Beseitigung dieser Missstände die Verteidigung der libertas ecclesiae, der Freiheit der Kirche von weltlichen Einflussnahmen.
Geistiges Zentrum war zunächst die mächtige burgundische Abtei Cluny, in der die Cluniazensische Klosterreform entstand, die in Deutschland mit der Hirsauer Reform weitergeführt wurde. Mit der Etablierung des Reformpapsttums verlagerte sich das theologische und politische Schwergewicht der Bewegung an die päpstliche Kurie und war auch in den Kanonikerstiften und Domkapiteln reformorientierter Bistümer stark vertreten. Mit seinem 1075 erlassenen Dekret gegen die Laieninvestitur löste Papst Gregor VII., einer der radikalsten Reformvertreter seiner Zeit, den so genannten Investiturstreit aus.
Gregor und seine Schüler und Nachfolger verstanden die Freiheit der Kirche im Sinne einer Suprematie des Papsttums über die weltliche Gewalt, was zu dem das Hochmittelalter prägenden Konflikt zwischen Papst und Kaiser führte. Die seiner persönlichen Überzeugung erwachsene und auch öffentlich mit großem Sendungsbewusstsein vertretene Maximalforderung, wonach der Papst als Nachfolger und unmittelbarer Stellvertreter des Apostels Petrus auf Erden sowohl die geistliche als auch die säkulare Weltherrschaft ausüben müsse und von geistlichen wie weltlichen Herrschern als Oberherrscher zu akzeptieren sei, formulierte Gregor in seinem 1075 privat verfassten Dictatus Papae, der allerdings den Zeitgenossen unbekannt blieb und erst in der späteren Geschichtsschreibung als Essenz gregorianischen Denkens erkannt und hervorgehoben wurde.
Die erstrebte Herauslösung der dem Papst untergebenen Kirche aus der Abhängigkeit von weltlichen Gewalten ging mit einer innerkirchlichen Stärkung der Stellung des Papsttums, das nun den so genannten Jurisdiktionsprimat beanspruchte und in der Westkirche durchsetzte, und einer starken Zentralisierung der Kirchenorganisation einher. Zur Umsetzung ihrer Vorstellungen in den einzelnen Landes- und Ortskirchen bedienten sich Gregor und seine Nachfolger vor allem des Instruments der päpstlichen Legaten, das sind direkt vom Papst ernannte und nur dem Papst verantwortliche Gesandte, die vor Ort anstelle des Papstes und mit päpstlicher Gewalt Entscheidungen treffen und den örtlichen Bischöfen und Fürsten mit päpstlicher Vollmacht Befehle erteilen können.